# 모 맥레이
모 맥레이(Mo McRae, 1982년 7월 4일~)는 미국의 남성 배우이다.
로스앤젤레스에서 태어났다.

## 출연 작품

### 영화
- 와일드 (2014) - 지미 카터 역
- 올 더 웨이 (2016)
- 애프터매스 (2017) - 사브 역
- 더 퍼스트 퍼지 (2018)
- 크리미널 스쿼드 (2018) - 거스 헨더슨 역

### 텔레비전
- 썬즈 오브 아나키 (2012-14)
- 머더 인 더 퍼스트 (2015)
- Pitch (2016)